# Dov Frohman
Dov Frohman, także Dov Frohman-Bentchkowsky (hebr. ‏דב פרוהמן‎; ur. 28 marca 1939 w Amsterdamie) – izraelski doktor inżynier elektryk i manager. Wynalazca układu EPROM. Pełnił funkcje wiceprezesa firmy Intel, założył i kierował firmą Intel Izrael. Współautor (z Robertem Howardem) książki Leadership the Hard Way (Jossey-Bass, 2008).

## Dzieciństwo[2]
Frohman urodził się pięć miesięcy przed wybuchem II wojny światowej w Amsterdamie. Jego rodzice, polscy Żydzi, przebywali w Holandii od wczesnych lat 30. XX wieku, po wyemigrowaniu z Polski z powodu nasilającego się antysemityzmu. W 1942 roku, wobec rosnącego dla społeczności żydowskiej zagrożenia ze strony nazistowskich władz okupacyjnych Holandii, jego rodzice zdecydowali się przekazać go znajomym z ruchu oporu. Opiekunowie umieścili go u prawosławnej rodziny Van Tilborghs ze Sprang-Capelle w Brabancji Północnej przy granicy z Belgią, dzięki czemu w ukryciu przetrwał wojnę. Jego rodzice zginęli w Holokauście.
Po odnalezieniu go po wojnie przez krewnych z Palestyny spędził kilka lat w sierocińcu dla dzieci żydowskich, które straciły rodziców podczas wojny. Po powstaniu państwa Izrael wyemigrował do niego w 1949 roku. Po zaadoptowaniu przez krewnych mieszkał w Tel Awiwie. Służył w armii izraelskiej. W 1959 roku rozpoczął studia I stopnia (inżynierskie) w Instytucie Technologii Technion na wydziale elektrotechnicznym.

## Wynalezienie EPROMu
Po ukończeniu w 1963 roku Technionu Frohman wyjechał do USA na studia magisterskie i doktoranckie na uniwersytecie Berkeley. Po otrzymaniu tytułu magistra zatrudnił się w laboratorium badawczo-rozwojowym firmy Fairchild Semiconductor, wylęgarni wielu innych firm Doliny Krzemowej. W 1969 roku, po obronie rozprawy doktorskiej, wzorem byłych wyższych kierowników Fairchild Semiconductor, takich jak Gordon Moore, Robert Noyce, Andrew Grove, przeniósł się do Intela (założonego rok wcześniej przez wymienionych byłych kierowników Fairchild Semiconductor).
W Intelu Frohman zajął się problemem usterek wczesnych produktów tej firmy. Wynikiem tych prac było opracowanie w 1970 roku koncepcji EPROMu – układu półprzewodnikowego, który byłby łatwo zarówno kasowalny, jak i programowalny. W tym czasie znano dwa typy pamięci półprzewodnikowych. Jednym z nich były układy RAM, łatwe do zaprogramowania (napełnienia danymi), ale tracące zawartość po odłączeniu zasilania takich kości. W terminologii branżowej były to układy z pamięcią ulotną. Drugim typem były układy ROM, nieulotne, zawierające dane na stałe i bez możliwości ich zmiany. Proces programowania pamięci ROM był czasochłonny i uciążliwy, polegał na ich nieodwracalnym, niezależnym od roboczego zasilania układu, tzw. wypalaniu fabrycznym.
EPROM łączył oba te światy. Tak jak ROM był nieulotny, i tak jak RAM był łatwo programowalny. Z tego powodu stał się katalizatorem całej gamy innowacji i pomysłów rozwojowych, które w rezultacie doprowadziły do obecnie powszechnie używanych pamięci błyskowych. Był, obok mikroprocesora, kluczową innowacją w stanowieniu przemysłu komputerów osobistych. Układy EPROM były w latach 80. XX wieku najbardziej dochodowym produktem firmy Intel.

## Intel Izrael
Po wynalezieniu EPROMu Frohman odszedł z Intela i rozpoczął wykładanie elektrotechniki na Uniwersytecie Nauki i Techniki Kwame Nkrumaha (University of Science and Technology) w Kumasi w Ghanie. W 1973 roku wrócił do Intela, ale w dłuższej perspektywie planował powrót do Izraela, co zostało wsparte przez kierownictwo firmy. W 1974 Frohman wyjechał do Izraela z zadaniem wsparcia utworzenia w Hajfie małego centrum projektowania układów, pierwszego takiego centrum intelowskiego poza granicami USA. Równolegle, poza udzielaniem konsultacji dla Intela, wykładał w Szkole Nauk Stosowanych (School of Applied Sciences) Uniwersytetu Hebrajskiego w Jerozolimie (z czasem został dyrektorem tej szkoły). W roku 1985, po porozumieniu Intela z rządem izraelskim o utworzeniu pierwszego poza USA intelowskiego zakładu produkcji półprzewodników, opuścił Uniwersytet Hebrajski i został dyrektorem naczelnym Intela Izrael. Pełnił tę funkcję do roku 2001.
Intel Izrael pod kierownictwem Frohmana stał się ważnym globalnym centrum produktów wysokiej jakości tej korporacji. Frohman doprowadził też do zbudowania drugiej fabryki półprzewodników Intela w Izraelu, w Kirjat Gat na skraju pustyni Negew (została uruchomiona w roku 1999).
Obecnie (lata 10. XXI wieku) Intel Izrael stanowi główną siedzibę badań i rozwoju technik bezprzewodowych – jak np. opracowana tu technologia mobilna Centrino, obecna w milionach komputerów przenośnych na całym świecie, i jest odpowiedzialny za projektowanie najbardziej zaawansowanych produktów mikroprocesorowych korporacji. Ponadto nadal jest głównym centrum produkcyjnym układów scalonych, w jego skład wchodzi też kolejny, uruchomiony w 2008 roku, jeden z najbardziej nowoczesnych w świecie zakład w Kirjat Gat (jest to jednocześnie największe kosztowo, warte 3,6 mld dolarów USA, przedsięwzięcie inwestycyjne w historii Izraela). Z zatrudnieniem około 10 000 pracowników jest największym prywatnym pracodawcą. W roku 2007 wartość eksportu Intela Izrael osiągnęła poziom 1,4 mld dolarów USA, co stanowiło około 8,5% izraelskiego eksportu przemysłu elektronicznego i informatycznego (udział tego przemysłu w całkowitym eksporcie Izraela to 25% – jest to najwyższy poziom w skali całego świata).
Podczas pierwszej wojny w Zatoce, gdy Irak prowadził ostrzał Izraela rakietami Scud, Frohman nie uwzględnił zalecenia izraelskiego Ministerstwa Obrony i nie wstrzymał działalności Intela Izrael – był on jedną z niewielu firm (i jedyną produkcyjną) czynnych podczas tej wojny

## Czasy obecne
Frohman obecnie (lata 10. XXI wieku) mieszka w Jerozolimie oraz w Dolomitach we Włoszech. Jedną z jego aktywności jest utworzenie Centrum Myślenia Alternatywnego (Center for Alternative Thinking) w kibucu Sede Boker na pustyni Negew.

## Nagrody i wyróżnienia
- 1986: laureat nagrody IEEE im. Jacka Mortona za zasługi na polu urządzeń ciała stałego
- 1991: laureat Nagrody Państwowej Izraela w dziedzinie nauk ścisłych[8]
- 2008: laureat medalu Edisona (IEEE) za zasługi w elektrotechnice

Jest członkiem izraelskiej Akademii Nauk.